# 9K714 Oka
Die 9K714 Oka war eine in der Sowjetunion entwickelte ballistische Kurzstreckenrakete. Der NATO-Codename lautete SS-23 Spider und im INF-Vertrag ist sie als OTR-23 aufgeführt. Die Exportbezeichnung lautete R-400 und die Raketen wurden 9M714 bezeichnet. Benannt ist sie nach dem Fluss Oka.

## Entwicklung
Am 19. März 1973 erteilten das Zentralkomitee der KPdSU sowie der Ministerrat der UdSSR den Auftrag zur Entwicklung einer neuen Kurzstreckenrakete. Die neue Rakete sollte in der Sowjetarmee die 9K72 Elbrus ersetzen. Der Entwicklungsauftrag für die 9K714 Oka wurde dem Konstruktionsbüro KBM in Kolomna zugesprochen. Bei der Entwicklung griffen die Konstrukteure auf den Entwurf der Kurzstreckenrakete 9K711 Uran zurück. Der Chefkonstrukteur der Oka war Sergej Pawlowitsch Nepobedimyi. Der erste Teststart einer Oka-Rakete erfolgte im Oktober 1977 auf dem Testgelände Kapustin Jar, welcher mit einer Havarie endete. Bei den späteren staatlichen Abnahmetests verliefen 26 der 31 Raketenstarts erfolgreich und am 25. Juni 1980 wurden die ersten 9K714-Raketensysteme an die Sowjetarmee ausgeliefert. Die darauffolgende Serienproduktion erfolgte im Maschinenbauwerk Wotkinsk. Bei Truppenversuchen im Jahr 1981 verliefen 8 von 15 Testfügen fehlerhaft, so dass die bereits ausgelieferten Raketensysteme nachgebessert werden mussten. Vom Westen wurde die 9K714 erstmals im Jahr 1981 beobachtet und bekam den NATO-Codenamen SS-23 Spider. Bis zum Produktionsende im Jahr 1987 wurden rund 130 Startfahrzeuge sowie 450 Raketen hergestellt. Die Kosten dafür beliefen sich auf rund 4 Mrd. Rubel. Die angedachte Entwicklung einer zweistufigen 9M714V-Rakete wurden nicht weiter verfolgt. Auch die 9M714U-Rakete mit Endphasen-Lenksystem sowie die Forschungsrakete Sfera auf der Basis der 9M714-Rakete wurden nicht fertigentwickelt.

## Technik

### Fahrzeug
Die Raketen wurden mit einem geländegängigen Lastkraftwagen BAZ-6944 transportiert und ab diesem gestartet. Der Systemindex der russischen Streitkräfte für das Startfahrzeug lautet 9P71. Das Fahrzeug mit der Radformel 8×8 wurde von Brjanski Awtomobilny Sawod hergestellt und hatte eine Besatzung von drei Mann. Das Fahrzeug war gegen Granatsplitter sowie dem Beschuss von Infanteriewaffen gepanzert. Das 9P71-Fahrzeug wog beladen 29,1 Tonnen, war 11,76 m lang, 3,13 m breit und 3 m hoch. Angetrieben wurde das Fahrzeug von einem UTD-25 / D-144-Dieselmotor mit einer Leistung von 400 PS (294 kW). Die Höchstgeschwindigkeit auf der Straße betrug 70 km/h. Der Fahrbereich betrug auf der Straße 1.000 und im Gelände 700 km. Das Fahrzeug konnte Steigungen von 30 % überwinden und die Bodenfreiheit betrug 45 cm. Mit Hilfe zweier Wasserstrahlantriebe am Fahrzeugheck konnte sich das Fahrzeug schwimmend mit 8 bis 10 km/h auf dem Wasser fortbewegen. Jedes 9P71-Fahrzeug war mit einer 9M714-Rakete beladen. Diese befand sich während dem Transport auf einer gepanzerten Ladefläche. Damit das Fahrzeug die Rakete von einem beliebigen Startplatz starten konnte, war es mit einem Navigationssystem, einem Trägheitsnavigationssystem, ausgerüstet. Nach dem Raketenstart konnte das Fahrzeug mit einer neuen Rakete beladen werden. Dafür standen das 9T230-Versorgungsfahrzeug mit einer Rakete und einem Kran sowie das TM-9T240-Transportfahrzeug (ZIL-131) mit einem Anhänger zur Verfügung.

### Raketen

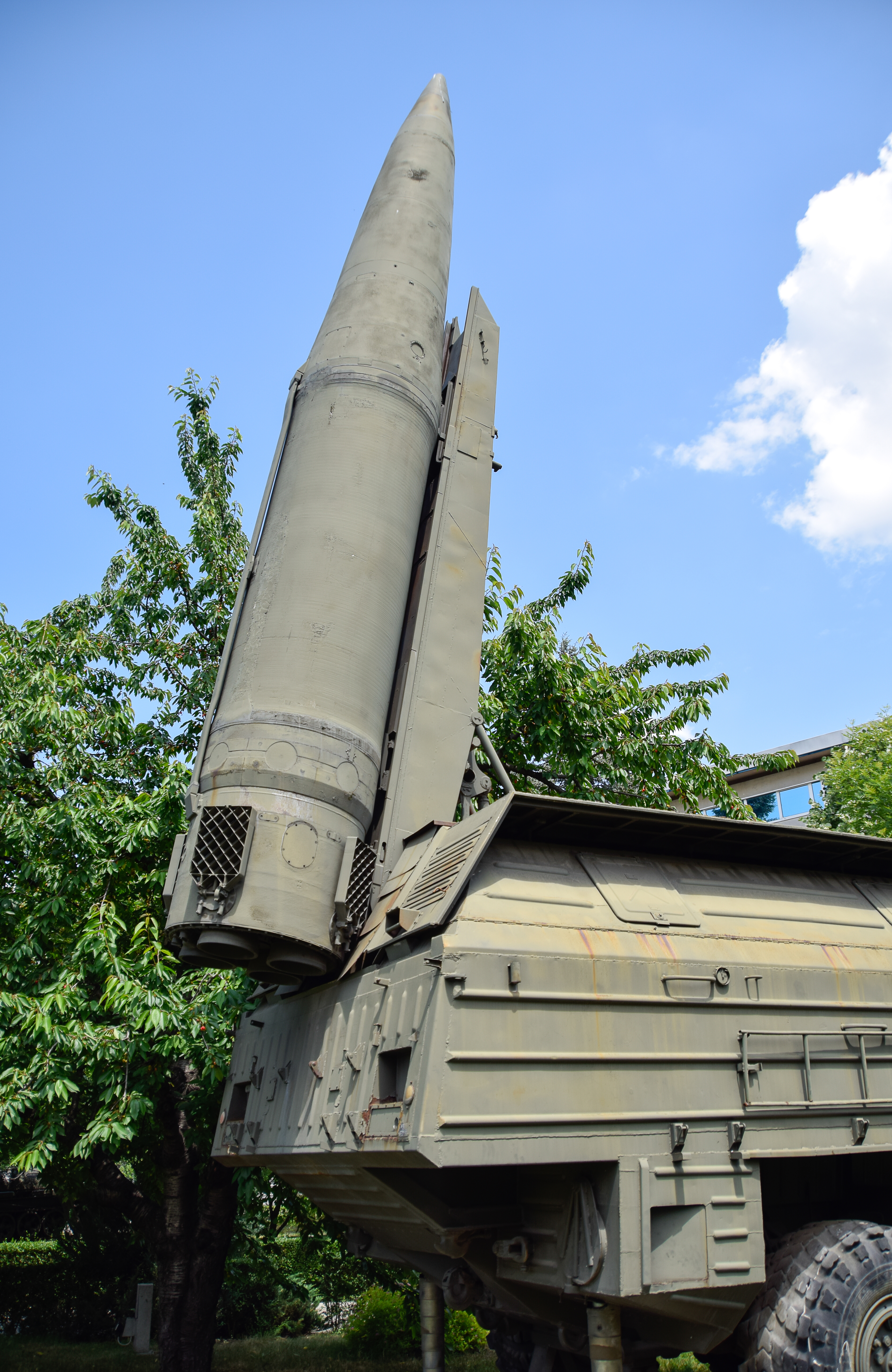
Die 9M714-Rakete mit den charakteristischen Gitterflossen

Die 9K714 Oka verwendete die Rakete vom Typ 9M714. Dies war eine einstufige Kurzstreckenrakete mit Feststoffantrieb. Die Rakete hatte eine typisch zylinderförmige Rumpfgeometrie mit einer langgezogenen kegelförmige Raketenspitze. Für die Beplankung wurde rostfreier Stahl, Leichtmetall und Glasfaserverstärkter Kunststoff verwendet. Die Rakete kann grob in zwei Sektionen aufgeteilt werden: Die unten angebrachte Antriebsstufe sowie der Gefechtskopfsektion. In der Antriebsstufe war der kartuschierte Feststofftreibsatz untergebracht. Am Heck waren vier rotierende Düsen montiert. Weiter waren am Heck vier wabenförmige Gitterflossen angebracht. Das Raketentriebwerk entwickelte am Boden einen Startschub von 145,3 kN und hatte eine Brenndauer von rund 70 Sekunden. Oberhalb vom Raketenmotor befand sich das Instrumentenfach. Dort befand sich die 9B81-Lenkeinheit, die aus einem Trägheitsnavigationssystem mit einem Analog-Digital-Steuersystem bestand. Für die Übermittlung der Steuerbefehle und für die Elektrizitätsversorgung verlief auf der Raketenoberfläche ein Kabelkanal zum Raketenheck. Für die Elektrizitätsversorgung war im Raketenheck der 9D154-Turbogenerator verbaut, welcher die Lenkeinheit während 97,5 Sekunden mit Elektrizität versorgen konnte. Die Antriebsstufe war 4,56 m lang, hatte einen Durchmesser von 914 mm und ein Gewicht von 3.990 kg. Oben auf der Antriebsstufe befand sich der 80 kg wiegende 9Ja258-Adapterkonus auf welchem die Gefechtskopfsektion montiert wurde. Die 9M714-Rakete konnte wahlweise mit einem Nukleargefechtskopf oder einem Gefechtskopf mit Streumunition bestückt werden. Die Gefechtsköpfe befanden sich in der kegelförmigen Raketenspitze mit einem Basisdurchmesser von 800 mm. Weiter befand sich in der Gefechtskopfsektion der nuklearen 9M714B-Rakete ein etwa 30 kg schwerer Störsender, welcher auf das Feuerleitradar der MIM-104 Patriot abgestimmt war. In der Sowjetarmee war der Standardgefechtskopf nuklear und der Streumunition-Gefechtskopf war für den Export bestimmt. In Abhängigkeit zum verwendeten Gefechtskopf veränderte sich die Bezeichnung der Rakete.
9M714B

Die 9M714B-Rakete war die erste Ausführung für die Sowjetarmee. Auf dieser Rakete war der 9N74B-Nukleargefechtskopf aufgesetzt, welcher die Nuklearladung AA-75 enthielt. Diese Nuklearladung war so aufgebaut, dass vor dem Raketenstart die Sprengkraft in mehreren Stufen zwischen 10 und 50 kT gewählt werden konnte. Der Nukleargefechtskopf hatte ein Gewicht von 372 kg und konnte bei Bodenkontakt oder mit einem Näherungszünder in der Luft zur Detonation gebracht werden. Die 9M714B-Rakete war 7,52 m lang und wog 4.360 kg. Die maximale Schussdistanz betrug rund 470 km.
9M714B1

Die 9M714B1-Rakete war eine weitere Ausführung für die Sowjetarmee. Auf dieser Rakete war der 9N63-Nukleargefechtskopf aufgesetzt, welcher die Nuklearladung AA-92 enthielt. Auch diese Nuklearladung war so aufgebaut, dass vor dem Raketenstart die Sprengkraft in mehreren Stufen zwischen 100 und 200 kT gewählt werden konnte. Der Nukleargefechtskopf hatte ein Gewicht von 455 kg und konnte bei Bodenkontakt oder mit einem Näherungszünder in der Luft zur Detonation gebracht werden. Die 9M714B1-Rakete war 7,52 m lang und die maximale Schussdistanz betrug rund 450 km.
9M714K

Die 9M714K-Rakete war die Exportversion für Staaten des Warschauer Paktes. Auf dieser Rakete war der 9N74K-Gefechtskopf mit Streumunition aufgesetzt. Der Gefechtskopf war mit 95 9N225-Splitterbomblets beladen. Das 9N225-Bomblet war 330 mm lang und wog 3,84 kg, wovon 0,64 kg auf den Sprengstoff entfielen. Bei der Detonation erzeugt ein einzelnes Bomblet rund 300 Splitter zu je 5 g. Der 9N714K-Gefechtskopf wurde in einer Höhe von rund 3.000 m durch eine Zerlegeladung aktiviert und verteilte die Streumunition über eine kreisförmige Fläche mit einem Radius von 160 bis 180 m. Die Bomblets detonierten beim Aufschlag auf der Erdoberfläche. Der Gefechtskopf hatte ein Gewicht von 761 kg. Die 9M714K-Rakete war 7,32 m lang und wog 4.630 kg. Die maximale Schussdistanz betrug rund 300 km.

## Einsatzkonzeption

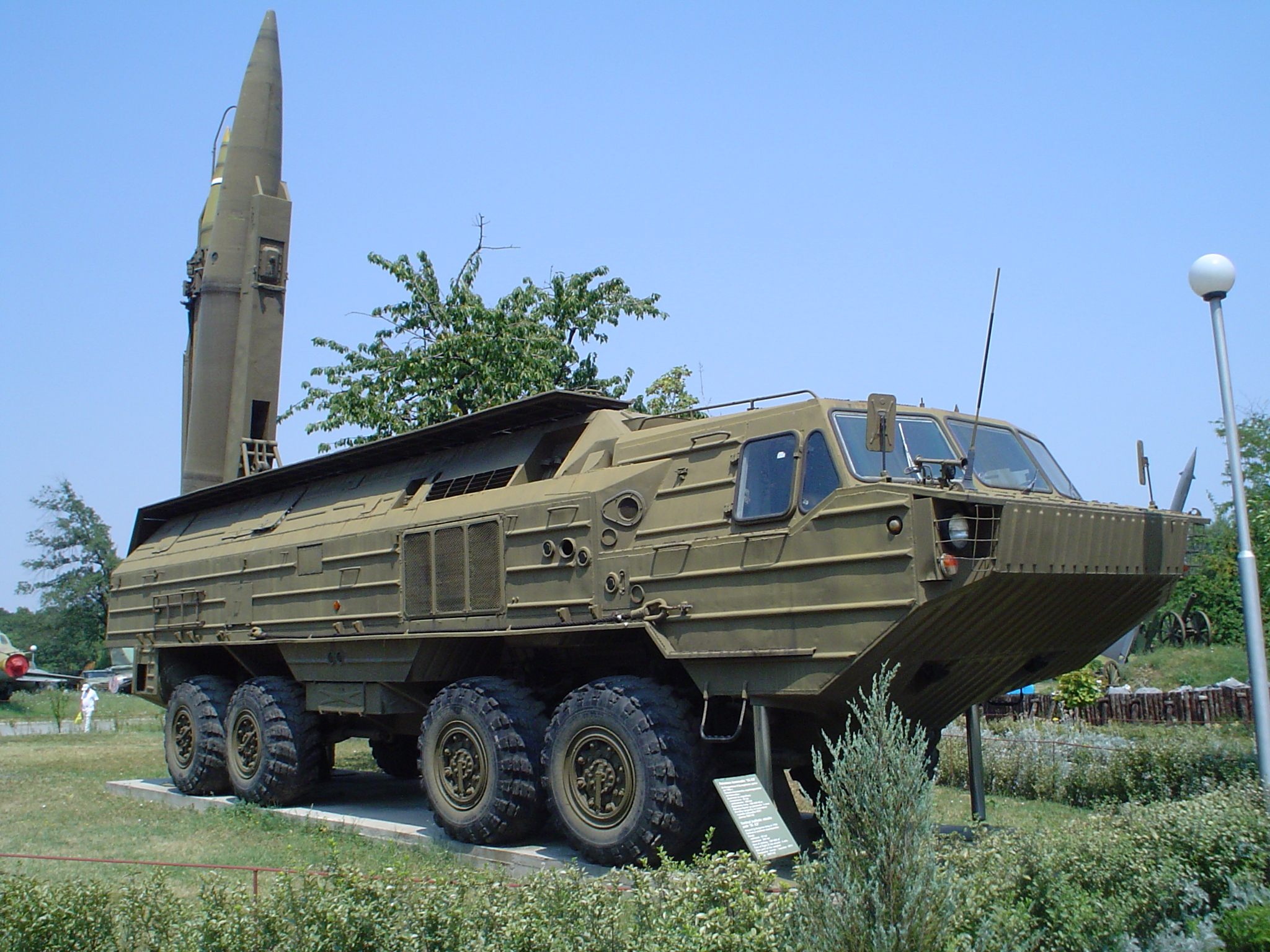
Startfahrzeug mit Rakete in Startposition

Der Raketenstart konnte in einer eingemessenen Feuerstellung oder von beliebigen Punkten im Gelände erfolgen. Die Startvorbereitungen dauern in einer unvorbereiteten Feuerstellung 10 bis 15 Minuten und in einer vorbereiteten Stellung rund 5 Minuten. Dafür wurde das 9P71-Fahrzeug zuerst auf Hydraulikstützen gestellt. Danach wurde das Faltdach zur Seite geschoben und die Rakete in einem Neigungswinkel von 82° über das Fahrzeugheck angestellt. Das Aufrichten der Rakete dauerte rund 20 Sekunden. Die Startschiene musste nicht auf einen genauen Kurswinkel (Azimut) ausgerichtet werden, da die 9M714-Rakete nach dem Start einen solchen in einem Azimut von 90° einnehmen konnte.  Der Raketenmotor arbeitete mit zwei Schubstufen. Die erste Schubstufe verwendete einen schnellabbrennenden Treibsatz, der die Rakete nach dem Start innerhalb von 34 Sekunden auf eine Geschwindigkeit von rund Mach 4 beschleunige. Nach dem Ausbrennen der ersten Stufe zündete verzugslos die zweite Schubstufe. Diese Stufe hat einen geringeren spezifischen Impuls und sorgt für das Aufrechterhalten der Geschwindigkeit. Die Beschleunigungsphase (englisch boost phase) dauerte rund 70 Sekunden und der gesteuerte Flug rund 97 Sekunden.  Während diesem ermittelte das Lenksystem Kurskorrekturen und übermittelt diese an die vier wabenförmige Gitterflossen, welche Elektrohydraulisch entsprechend ihren Anstellwinkel verändern. Dabei erfolgte die Reichweitensteuerung durch Anpassen der Flugbahn und die Trajektorie der Rakete glich daher der einer semi-ballistischen Kurve. Bei der maximalen Schussdistanz von 470 km betrug dabei das Apogäum 93,3 km. Bei der minimalen Schussdistanz von 50 km betrug dieser Wert 118,8 km. Eine Schussdistanz von 400 km wurde in 330 Sekunden zurückgelegt. Zum Ende des gesteuerten Fluges wurde die Gefechtskopfsektion mittels Pyrobolzen abgetrennt und die Antriebsstufe mit Bremsraketen abgebremst. Der Weiterflug der Gefechtskopfsektion erfolgte nun steuer- und antriebslos. Unabhängig von der Schussdistanz befand sich die Gefechtskopfsektion beim Wiedereintritt in einen Winkel von nahezu 90° zur Erdoberfläche. In dieser Flugphase wurde an Bord der nuklearen 9M317B-Rakete der Störsender aktiviert. In Abhängigkeit zur Flugbahn erreichte die Gefechtskopfsektion beim Wiedereintritt eine Geschwindigkeit von bis zu Mach 9. Es wurde einen Streukreisradius (CEP) von 50 bis 320 m erreicht.

## Stationierung
Die 9K714-Raketensysteme der Sowjetarmee waren in Raketenbrigaden der Landstreitkräfte der UdSSR organisiert. Eine Raketenbrigade bestand aus vier Batterien mit jeweils zwei 9P71-Startfahrzeugen. Eine Brigade hatte 36 9M714-Raketen sowie vier 9T230-Versorgungsfahrzeuge im Bestand. Insgesamt wurden in der Sowjetarmee sieben Oka-Raketenbrigaden aufgestellt.
Während der 1980er-Jahre waren die Oka-Raketensysteme in der Sowjetunion auf dem Gebiet der Ukraine und Weißrusslands stationiert. Weiter befanden sich Oka-Raketensysteme bei Truppenkontingenten der Sowjetarmee in der ČSSR, Polen und in der DDR. Sowjetische Stationierungsstandorte in der DDR waren Jena-Forst mit 12 Startfahrzeugen und 47 Raketen sowie Weißenfels mit 4 Startfahrzeugen und 6 Raketen. Daneben wurden Oka-Raketensysteme mit konventionellen Gefechtsköpfen in die DDR, in die ČSSR und nach Bulgarien exportiert. Aufgrund der kurzen Reaktions- und Flugzeit sowie der kurzen Vorwarnzeit und dem kleinen Streukreisradius klassifizierten U.S.- und NATO-Experten die nuklearen Oka-Systeme als eine Erstschlagswaffe.

## Abrüstung

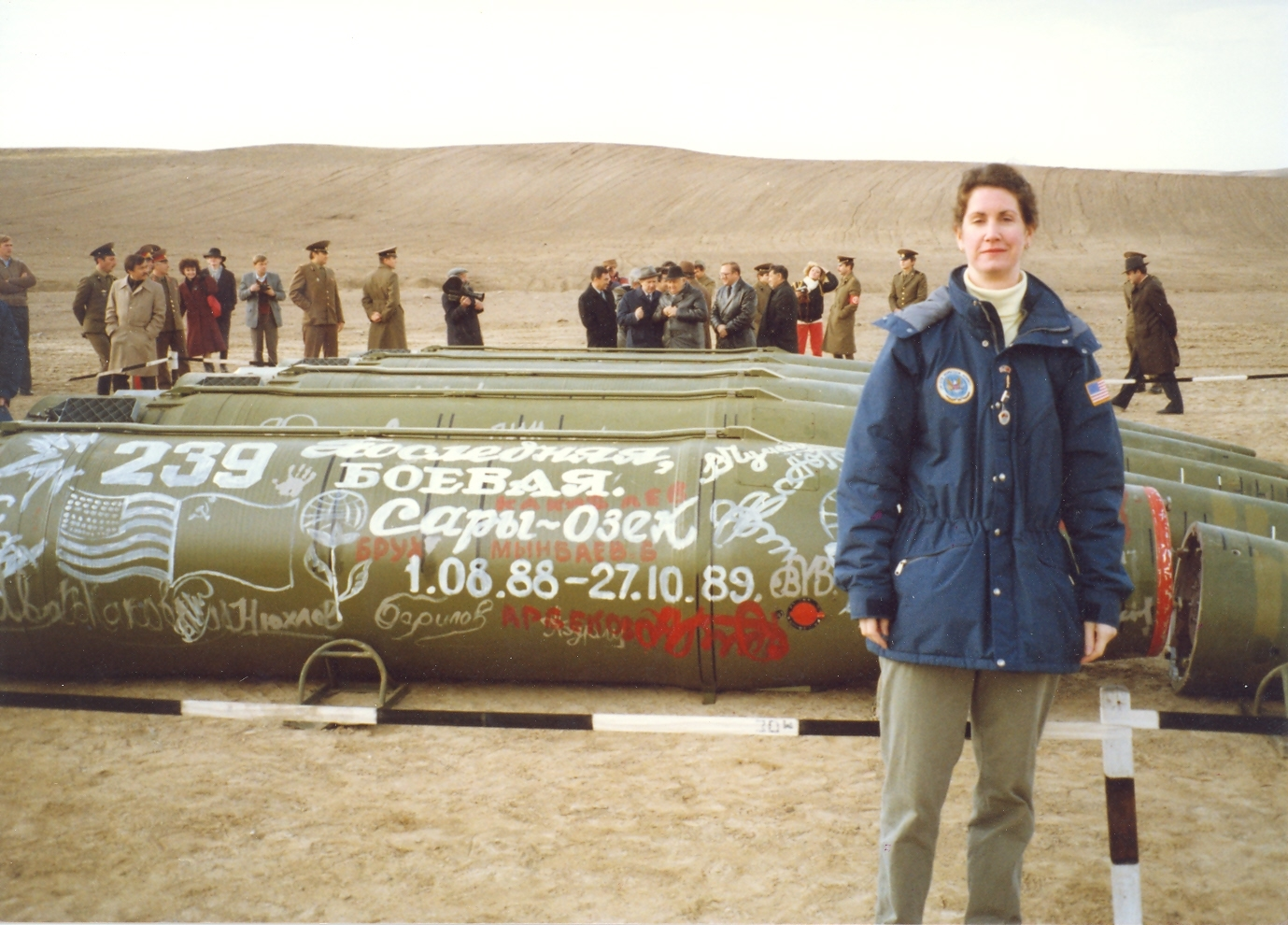
Malloy Witnesses, die Leiterin der Abteilung für Rüstungskontrolle an der US-Botschaft in Moskau, bei der Abrüstung von 9M714-Raketen in Saryösek

Während den Verhandlungen zum INF-Abrüstungsabkommen im Jahr 1987 deklarierte die Sowjetunion 106 9P71-Startfahrzeuge sowie 239 9M714-Raketen. Davon befanden sich 64 Startfahrzeuge und 127 Raketen bei der Truppe; der Rest wurde zu Trainingszwecken verwendet oder war in Depots eingelagert. Zur Umsetzung des INF-Vertrages wurden alle Oka-Raketensysteme der Sowjetarmee im Jahr 1988 in die Sowjetunion zurücktransportiert. Dort wurden die Raketen entweder gestartet, gesprengt oder verschrottet. Die Vernichtung der Oka fand auf der Raketenbasis Saryösek (Kasachstan) statt. Die letzte sowjetische Oka-Rakete wurde am 27. Oktober 1989 gesprengt. Die Exporte der konventionellen Oka-Systeme in die Staaten der Warschauer Paktes waren im Westen bis zum Jahr 1989 unbekannt. Daher fielen diese Raketen nicht unter das Abrüstungsabkommen.

## Verbreitung
- Bulgarien – 8 Startfahrzeuge und 24 Raketen. Im Jahr 2002 verschrottet.
- Deutsche Demokratische Republik – 4 Startfahrzeuge und 25 Raketen. Im Jahr 1990 ausgesondert und verschrottet.
- Sowjetunion – 130 Startfahrzeuge und 450 Raketen. Gemäß INF-Abrüstungsabkommen bis zum Jahr 1989 verschrottet.
- Tschechoslowakei – 4 Startfahrzeuge und 18 Raketen. An die Nachfolgestaaten weitergegeben.
  -  Tschechien – 2 Startfahrzeuge und 12 Raketen. Mitte der 1990er-Jahre verschrottet.
  -  Slowakei – 2 Startfahrzeuge und 6 Raketen. Im Jahr 2002 verschrottet